# Akobo (Soudan du Sud)
Pour les articles homonymes, voir Akobo.
Akobo est une ville du Soudan du Sud, dans l'État du Jonglei, située sur les rives de l'Akobo. 

## Situation
Akobo est le chef-lieu du comté du même nom, et elle se situe dans l'État de Jonglei, dans la partie nord du Soudan du Sud, près de la frontière internationale entre le Soudan du Sud et l'Éthiopie. Son emplacement se situe à environ 450 km, par la route, au nord-est de Djouba, la capitale du Soudan du Sud

## Histoire
Akobo a été le site d'un massacre de 185 femmes et enfants en août 2009.

## Population
En juillet 2010, la population de la ville d'Akobo est estimée à environ 1000 habitants. Selon le recensement effectué par le Soudan en 2008, qui a été dénoncé par le gouvernement du Soudan du Sud, le comté d'Akobo compte 136 210 habitants en 2008.

## Transport
À partir d'Akobo, une route mène au nord-ouest aux villes de Faddoi et de Waat. Une autre route mène au sud aux villes de Tong Tong et de Pibor. La ville est également desservie par un aéroport.

## Repères notables
Les repères notables de la ville d'Akobo sont les suivants:
- Les bureaux de la Mairie Akobo
- Le siège de l'administration du comté d'Akobo
- Deux rivières :
  - le Pibor, situé à l'ouest d'Akobo,
  - et l'Akobo, situé à l'est de la ville. L'Akobo se jette dans le Pibor à la ville frontalière de Diboc.
- Akobo dispose d'une clinique construite en 1911, et d'un hôpital construit entre 1976 et 1983. Akobo dispose aussi de trois écoles primaires et d'un lycée.